# Max von Loos

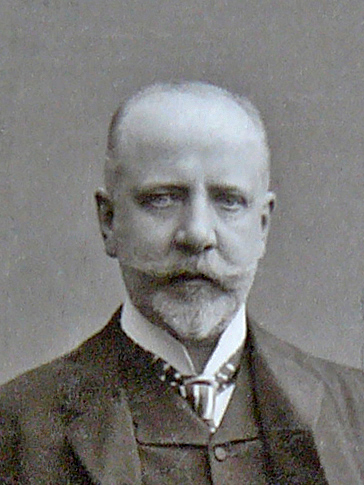
Max von Loos

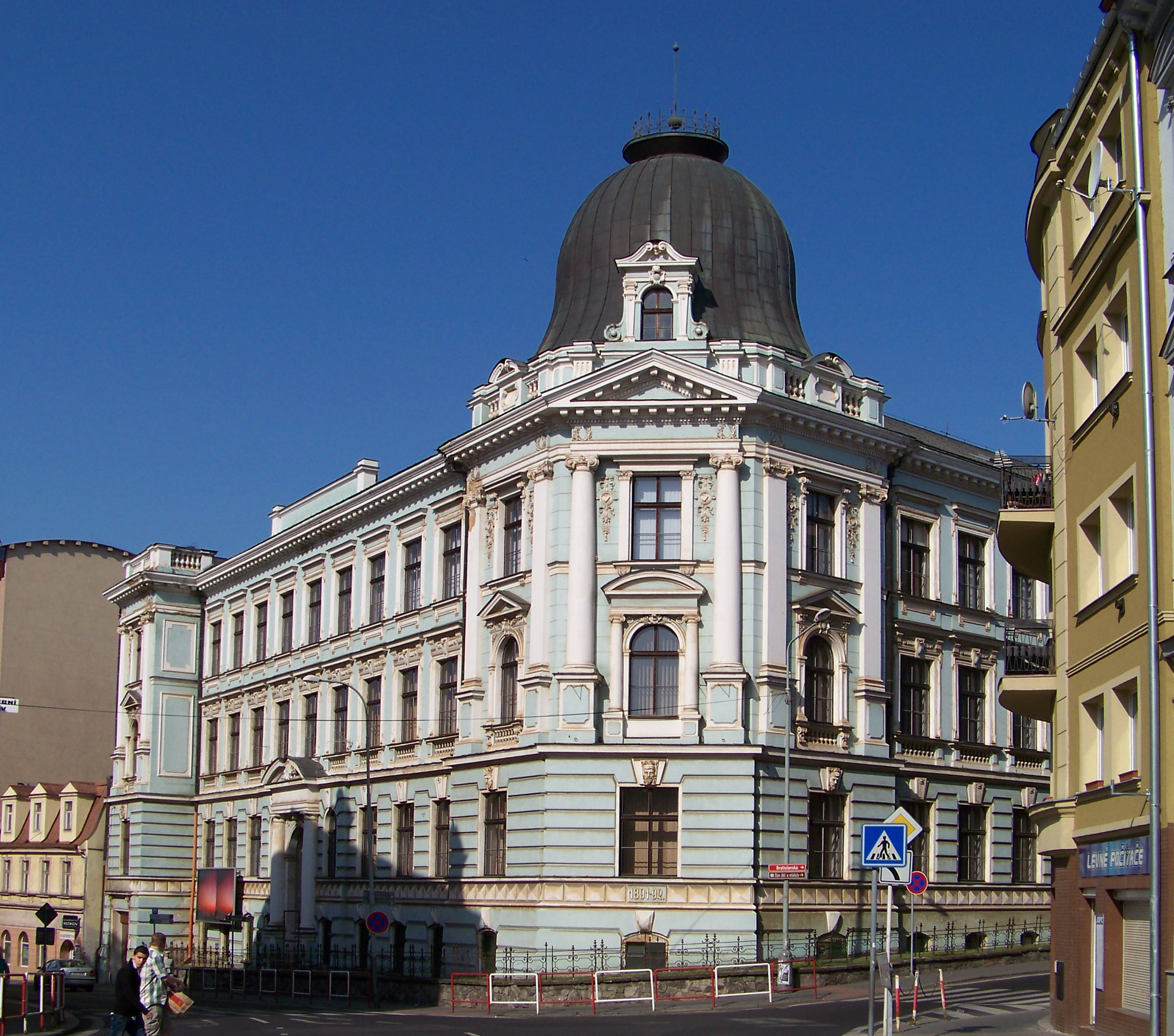
Grünes Gymnasium in Aussig

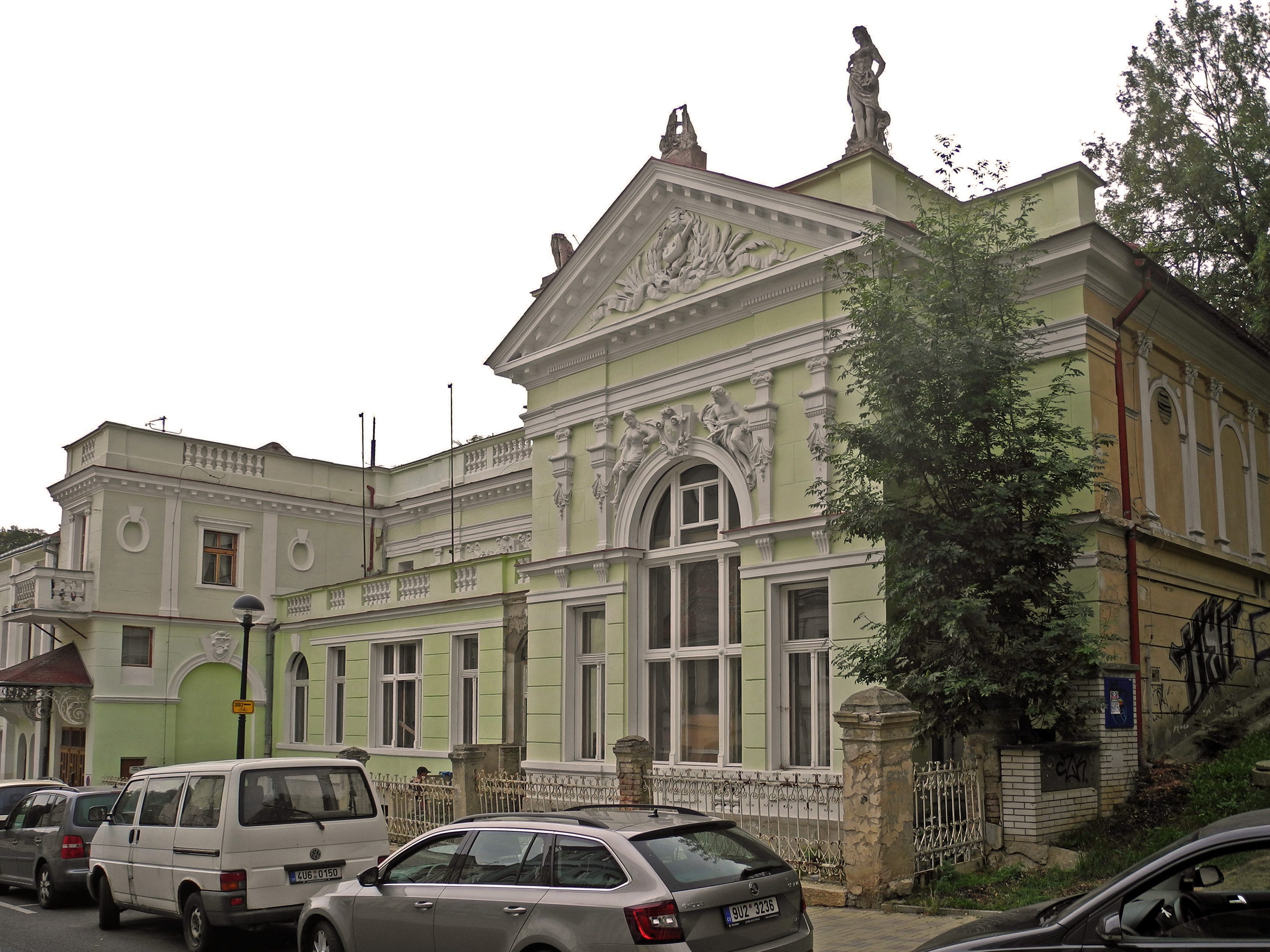
Vereinshaus „Lindenhof“ in Teplitz-Schönau

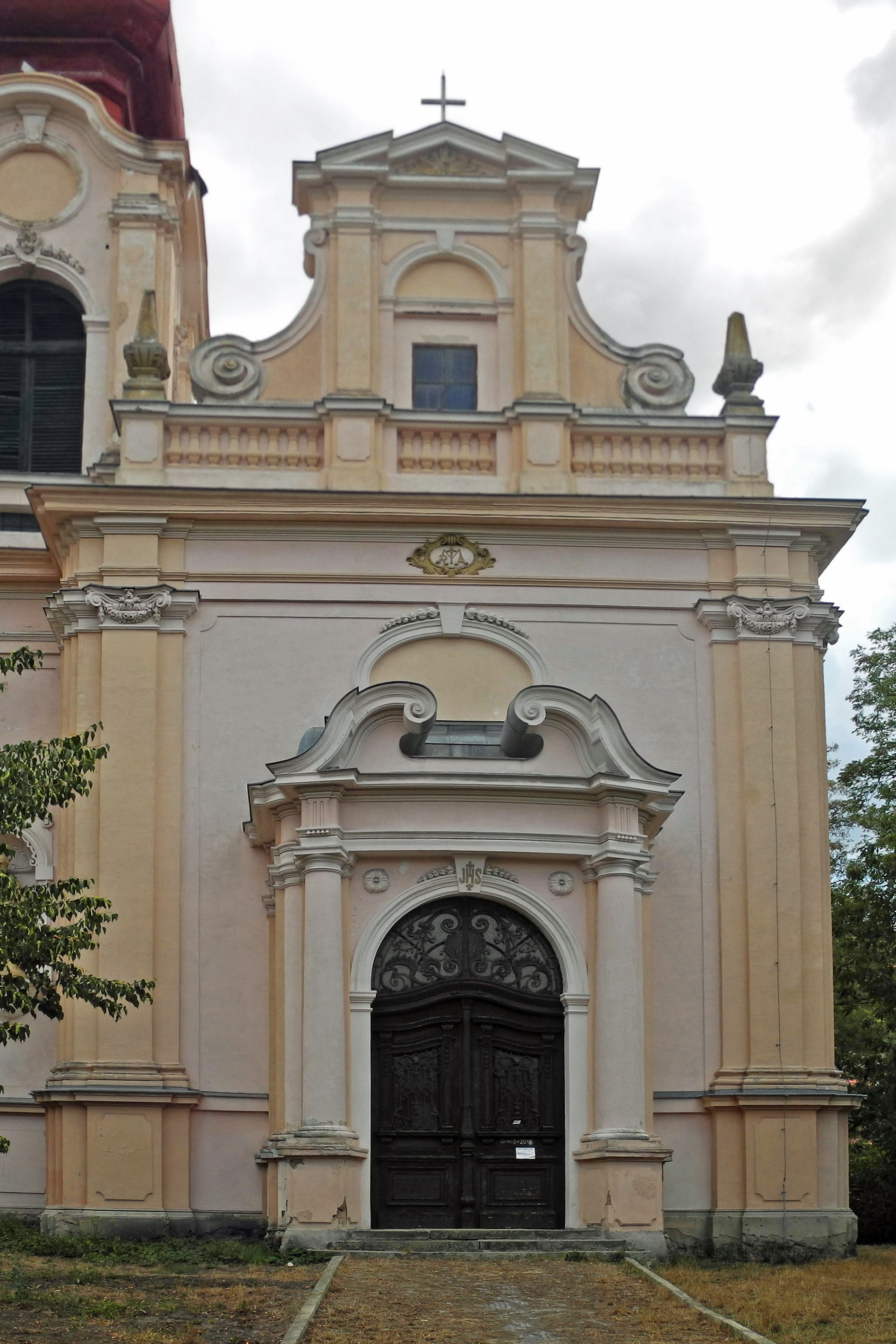
Dreifaltigkeitskirche in Ústí-Střekov

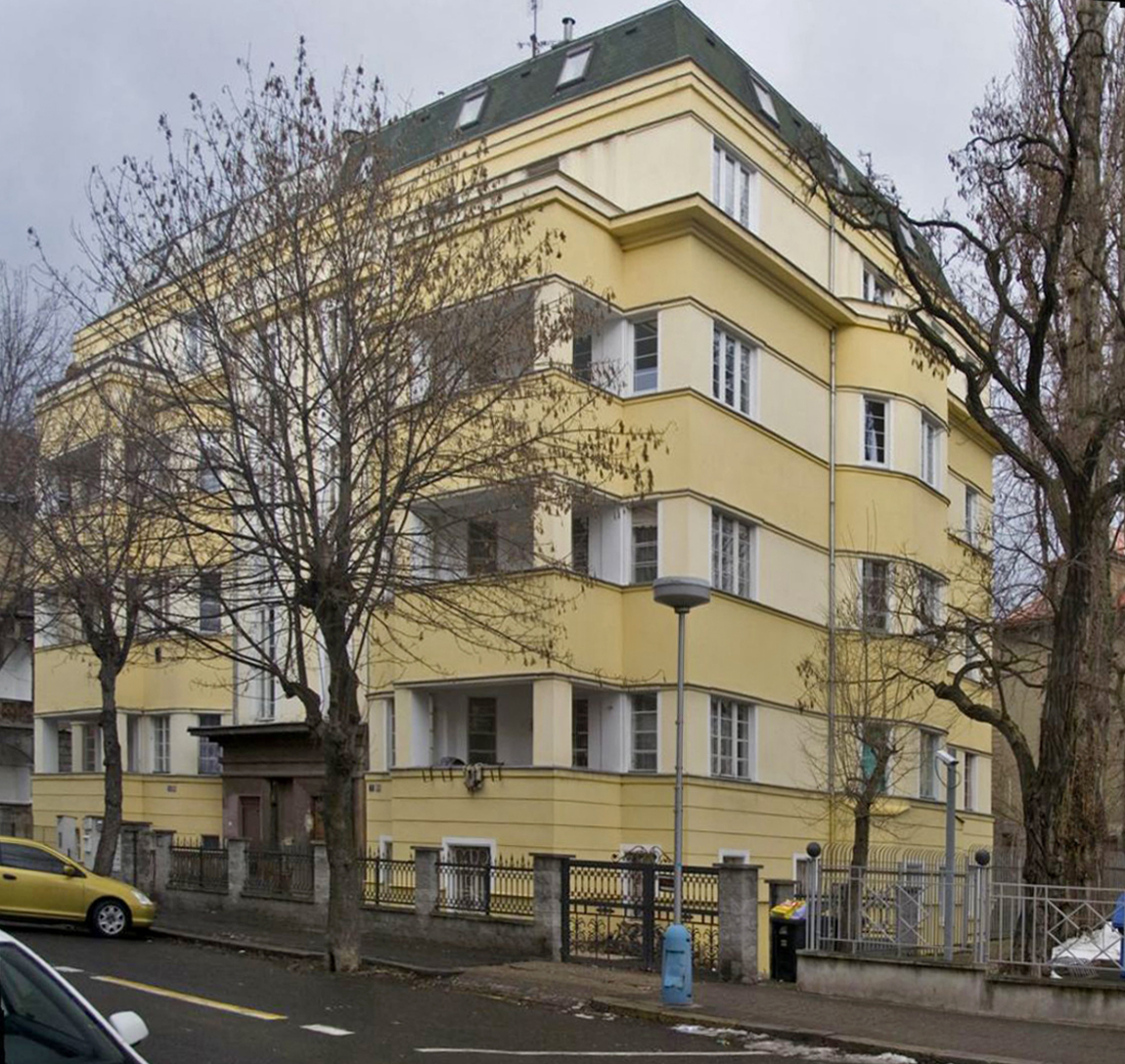
Expressionistisches Doppelwohnhaus in Teplice

Max von Loos, eigentlich Maximilian Franz Loos von Losimfeldt, (* 4. März 1858 in Wittingau; † 5. Jänner 1953 in Kötschach) war ein deutsch-böhmischer Architekt. Er entstammte der böhmisch-österreichischen Adelsfamilie Loos von Losimfeldt und wirkte in Innsbruck, insbesondere aber in Aussig und Teplitz-Schönau in Nordböhmen.

## Leben und Wirken
Max von Loos besuchte das Unterrealgymnasium und die Oberrealschule in Budweis und absolvierte von 1875 bis 1880 die Architekturschule der Technischen Hochschule Wien. 1881/1882 war er im Büro Fellner & Helmer tätig. Von 1884 bis 1886 war er Bauleiter beim Umbau des Bahnhofs Innsbruck, von 1886 bis 1889 Bauleiter der Stadt Innsbruck. Ab 1888/1890 war er als selbständiger Architekt in Innsbruck tätig und entwarf dort mehrere Villen an der Siebererstraße. Im Architekturwettbewerb für Sparkassen-Zinshäuser an der Schmerlingstraße in Innsbruck erhielt sein Entwurf den 1. Preis.
Seit 1890 war er Stadtbaumeister in Aussig, wo er 1891 Marie Heller heiratete – Trauzeuge war sein Schwager, der Aussiger Architekt Carl Rehatschek (1851–1913). Nach 1895 eröffnete er ein Architekturbüro in Teplitz-Schönau. Er wohnte in Teplitz im Haus Masaryk-Straße 971/50, direkt neben dem Kino Olympia (Nr. 1049/52), das von Rudolf Bitzan erbaut wurde.
In seinem langen Berufsleben vollzog er eine einzigartige stilistische Entwicklung. Er begann im Stil des Historismus, der die Elemente der traditionellen Baustile kopierte (vor allem Renaissance und Barock). Das vielleicht schönste Beispiel seiner Arbeit aus dieser Zeit ist der „Lindenhof“ in Teplitz-Schönau (Lípový dvůr in Teplice). Nach 1900 wurde der Jugendstil aus Wien von den Architekten auch nach Teplitz übernommen. Loos entwarf mehrere Villen, insbesondere in Schönau. Das von ihm entworfene Dreifach-Wohnhaus (Trojdům) in Schönau und die Kreuzinger-Bibliothek in Eger (Cheb) wurden unter Denkmalschutz gestellt.
Nach dem Ersten Weltkrieg begann die moderne Architektur, Adolf Loos schuf einige bemerkenswerte Bauten im Stil des Expressionismus und des Funktionalismus. Aufgrund seines fortgeschrittenen Alters in der Zeit der Ersten Republik stellt sich aber die Frage, inwieweit Max von Loos wirklich der Urheber der späteren Entwürfe ist, oder ob diese von seinen jüngeren Mitarbeitern erstellt wurden (z. B. das Concordia-Haus oder das Doppelwohnhaus an der Kollárova Straße in Teplice).

## Bauten
- 1887: Villa in Innsbruck, Siebererstraße 3 (zerstört) und 5[4]
- 1887–1889: fünf Zinshäuser in Innsbruck, Schmerlingstraße 2, 4, 6 (unter Denkmalschutz, ID-Nr. 26873)
- 1890: Kapelle auf dem Stadtfriedhof in Aussig (Ovčí vrch) (in den 1960er Jahren abgerissen)[5]
- 1892–1893: Deutsches Gymnasium in Aussig, jetzt Teil der Jan-Evangelista-Purkyně-Universität Ústí nad Labem, auch „Grünes Gymnasium“  (Zelená škola) genannt, Velká Hradební 424/13 (Historismus)[6]
- 1892–1894: Allgemeines Krankenhaus in Aussig, Billrothstraße (Pasteurova 9) (abgerissen)
- 1896: Villa für M. Russ in Teplitz (Teplice), Vrchlického 974/10
- 1896: Villa für R. Hanke in Teplitz (Teplice), Vrchlického 1009/6
- 1897–1898: Vereinshaus „Lindenhof“ in Teplitz-Schönau, jetzt Lipový dvůr Teplice, Lipová 239/2 (Neorenaissance)
- 1898–1899: Neue Kirche in Nieder-Georgenthal (nach Abriss der alten Kirche wegen Bergschäden; in den 1980er Jahren zerstört)
- 1898–1900: Deutsche Volks- und Bürgerschule in Budweis (České Budějovice), Nová 1871/5
- 1899–1902: Zinshäuser in Teplitz (Teplice), Duchcovská 501/17, 1032/19, 1033/21 und 1069/23
- 1900: Stadthaus „Zum russischen Zaren“ für den Rechtsanwalt und Stadtverordnete Franz Carl Stradal (1847–1901) am Laubeplatz in Teplitz (Teplice), Laubeho nám. 330 (zerstört)[7]
- 1900–1930: Innenraumgestaltung (einschließlich Reparaturen) an der Kirche der Unbefleckten Empfängnis Mariä in Eichwald, Dubí, Ruská ul. (unter Denkmalschutz, ÚSKP-Nr. 43071/5-2579)
- 1901–1903: Dreifaltigkeitskirche mit Pfarrhaus in Obersedlitz (Kostel Nejsvětější Trojice Novosedlice), heute Ústí-Střekov, Jeseninova[8]
- 1903: Pavillon der Stadtbrauerei von Schönpriesen (Krásné Březno) (temporärer Bau auf der Wirtschafts- und Industrieausstellung in Aussig; abgerissen)
- 1905: drei Villen in Teplitz (Trojdům Teplice), Pod Doubravkou 1270/1, 1279/3, 1294/5 (unter Denkmalschutz, ÚSKP-Nr. 43979/5-5263)
- 1908: Modekaufhaus Adolf Ehrlich in Teplitz (Teplice), 28. října 963/7, jetzt Raiffeisenbank[9]
- 1908–1910: K. k. Staatsgewerbeschule in Aussig, jetzt Střední průmyslová škola strojní a elektrotechnická (Berufliche Mittelschule für Bauwesen und Elektrotechnik), Ústí n. L., Resslova 210/5[10]
- 1909: Doppelvilla in Teplitz (Teplice), Pod Doubravkou 1462/7 und 2571/9[11]
- 1909–1911: Kreuzinger-Bibliothek in Eger (Cheb), ul. Obrněné brigády 595/1, benannt nach dem Unternehmer Dominik Kreuzinger (* 21. März 1856 in Eger; † 21. April 1903 in Arco) (unter Denkmalschutz, ID-Nr. 103839)[12]
- 1910–1917: Umbau der Kirche St. Simon und Judas in Zabrušany (Sobrusan), Okres Teplice (unter Denkmalschutz, ÚSKP-Nr. 42303/5-2752)
- 1911: Zinshäuser in Teplitz (Teplice), Ruská 1086/16, 1501/18 und 1502/20
- 1912–1914: Umbau des Kaiserbads in Teplitz (Císařské lázně v Teplicích, Teplice), Laubeho náměstí 227/2 (Neobarock; unter Denkmalschutz, ÚSKP-Nr. 43446/5-2496)[13]
- 1930: Doppelwohnhaus in Teplitz (Teplice), Kollárova 1872/5–7 (Expressionismus)[14]
- 1931: Concordia-Haus der Reichenberger Concordia-Versicherung in Teplitz (Teplice), Masarykova 1910/27a (Funktionalismus; zusammen mit Paul Schaeffer-Heyrothsberge; in den 1970er Jahren umgebaut)